# Collegiata Prepositurale di San Martino
La Collegiata Prepositurale di San Martino sorge a Tirano ed è consacrata a San Martino.

## Storia e descrizione
Anticamente sottoposta alla chiesa parrocchiale di Villa di Tirano, la chiesa madre di Tirano se ne distaccò già dal 1589 con un atto siglato dal vescovo di Como, Feliciano Ninguarda, che proprio in quell'anno si recò in visita pastorale nel comune. Fu egli, inoltre, a nominare personalmente il primo parroco della nuova sede nella persona di Simone Cabasso.
Fu questo, probabilmente, uno dei motivi che vede tradizionalmente contrapposti i due paesi, le cui tensioni portarono nel 1629 il vescovo di Como, Lazzaro Carafino, a concedere alla chiesa di San Martino il titolo di collegiata, stabilendo una volta per tutte il primato tiranese su quello di Villa di Tirano, malgrado le proteste della popolazione villasca. Con questa nuova istituzione venne stabilita una prepositura ed il nuovo Prevosto ottenne anche il titolo di Vicario Foraneo.
L'origine della chiesa di San Martino è incerta in quanto deboli sono le prove storiche giunte sino a noi che illustrerebbero le antiche forme della chiesa medioevale che probabilmente doveva sorgere in questo stesso luogo, di cui sono visibili un portale sul lato a nord e due cappelle laterali oggi trasformate in sacrestie oltre al campanile che è di chiaro impianto romanico. Altri studi hanno riportato l'origine della struttura addirittura al VII secolo nel tentativo forse di attribuirle il ruolo di chiesa battesimale, anche se tale ipotesi sembra ad oggi infondata e perlopiù diffusasi dopo la concessione del decreto prepositurale, per dimostrare l'antichità di questa istituzione ecclesiastica.
Un'antica testimonianza della presenza di questa chiesa nella comunità tiranese si fa risalire al 22 novembre 1253 quando una deliberazione comunale citava: "Nel portico di San Martino, al suono della campana, secondo il costume del luogo di Tirano, si radunano i vicini secondo il loro diritto. Presiede Giovanni Bazo messo e delegato di Egino Venosta podestà del comune di Tirano...". Con questo documento si apprende nel contempo che la funzione della chiesa, in periodo comunale, aveva anche quello di accogliere nei propri portici gli abitanti della città riuniti per le assemblee popolari.
Da altre fonti si apprende inoltre che la primitiva chiesa di San Martino disponeva di tre altari, uno dei quali venne consacrato il 29 giugno 1301 e dedicato a San Pietro, mentre un altro fece risalire la propria consacrazione all'aprile del 1460 con una dedicazione rivolta a San Giovanni ed a San Bernardino da Siena.
L'attuale impianto della struttura risale invece alla metà del XVII secolo quando, ad opera del prevosto Rinaldi, la chiesa venne completamente ricostruita dalle fondamenta, inglobando solo minime parti della precedente struttura. La facciata risale invece al 1870 quando il prevosto Albonico la fece eseguire su progetto del celebre architetto milanese Carlo Maciachini e sempre sul finire dell'Ottocento vennero commissionati gli affreschi del pronao, affidati al pittore valtellinese Giovanni Gavazzeni. La cupola e l'abside vennero aggiunti nel 1914 e nel 1953 fu costruita una nuova casa parrocchiale, abbattendo la precedente struttura, oltre ad aver provveduto nello stesso anno alla sistemazione del sagrato della chiesa.
L'interno si presenta a tre navate con soffitti decorati ad affreschi e di grande rilievo è l'organo, un Serassi del 1848 di ottima fattura, realizzato con la collaborazione dell'architetto Ulisse Salis e dell'artigiano tiranese Francesco Bonacossa. Lo strumento venne inaugurato nel 1852 con un grande concerto ad opera di padre Felice Moretti, meglio conosciuto come Padre Davide da Bergamo noto organista e compositore di successo della sua epoca.
L'organo è stato sottoposto ad un radicale  intervento di manutenzione straordinaria nel 2016,  che ne ha recuperato integralmente  la funzionalità, l'estetica e la solidità strutturale.